# Brahmaea europaea
Brahmaea europaea (synonym: Acanthobrahmaea europaea) är en fjärilsart som tillhör familjen Brahmaeidae, en grupp fjärilar som man brukar kalla för spinnare (ett mer precist familjenamn är fältspinnare). Arten är endemisk för södra Italien och förekommer endast i ett begränsat utbredningsområdet, omfattande ett litet område runt vulkanen Mount Vulture och några få platser i floderna Basento och Cavones dalgångar i regionen Basilicata. Arten sågs tidigare som tillhörande ett eget släkte, Acanthobrahmaea, men senare studier har placerat den i släktet Brahmaea, ett släkte vars övriga arter främst har en östlig utbredning i Asien. En teori är att arten är en relikt av släktet i Europa. Arten kan behandlas som ensam art i undersläktet Acanthobrahmaea och beskrivs då som Brahmaea (Acanthobrahmaea) europaea. Arten beskrevs först av Friedrich Hartig 1963.